# 比尔桑
比尔桑（法語：Bursins）是瑞士联邦西部法语区的沃州下设的一个镇。在行政上属于尼永区管辖。比尔桑的总面积为3.37平方公里。截至2007年，总人口为676。

## 地理
东南俯瞰莱芒湖。

## 名人
英国演员、作家皮特·乌斯蒂诺夫在此居住多年，直到逝世，并埋葬于此。
蓋伊·帕爾莫蘭，瑞士政治家。